# 豊橋交通
豊橋交通株式会社（とよはしこうつう）は、愛知県豊橋市で貸切バスを運行している事業者である。かつて同じ社名を用いていた豊橋鉄道とは無関係で、同社が所属する名鉄グループとも無関係である。

## 沿革
- 1986年1月18日 - 会社設立

## 本社
所在地:愛知県豊橋市往完町字往還西22番地の1

## 車両
- トヨタ・コースター
- 三菱ふそう・ローザ

## 関連会社
- 株式会社豊橋レンタカー